# Hanna Zembrzuska

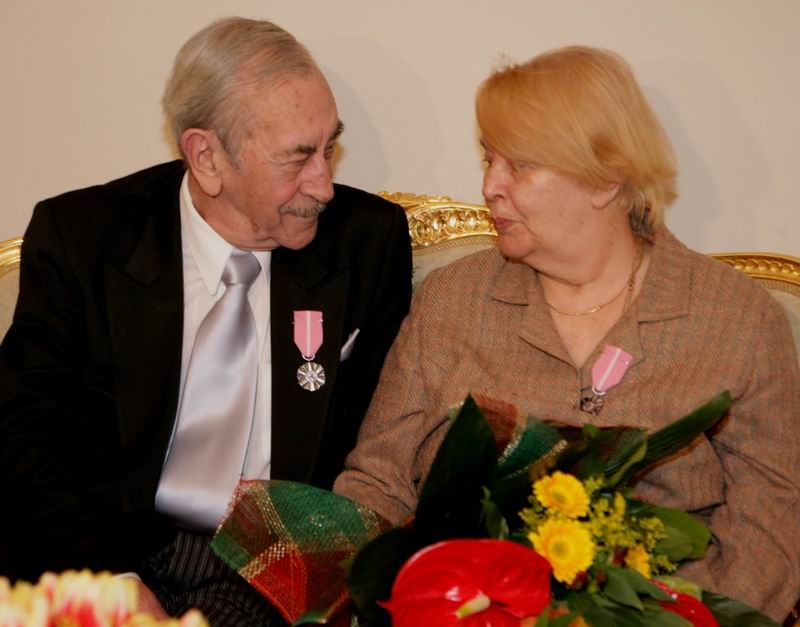
Hanna Zembrzuska z mężem Janem Kobuszewskim u Lecha Kaczyńskiego, 10 stycznia 2007

Hanna Zembrzuska-Kobuszewska (ur. 7 sierpnia 1934 w Sofii, zm. 16 czerwca 2023 w Warszawie) – polska aktorka teatralna i filmowa.

## Życiorys
Córka Bułgarki i Polaka pracującego w polskiej placówce dyplomatycznej.
W 1957 ukończyła Państwową Wyższą Szkołę Teatralną w Warszawie (Wydział Aktorski). 6 lipca 1957 miał miejsce jej reżyserski debiut teatralny. W 2012 zakończyła karierę aktorską.
Od zakończenia edukacji w kolejnych latach była aktorką teatrów:
- 1957–1959 – Teatr Ateneum w Warszawie
- 1959–1969 – Teatr Narodowy w Warszawie
- 1969–1975 – Teatr Polski w Warszawie
- 1975–1976 – Teatr Nowy w Łodzi
- 1976–1983, 1986–2012 – Teatr Kwadrat w Warszawie
- 1983–1986 – Teatr Na Woli w Warszawie

## Życie prywatne
Od 1956 była żoną aktora Jana Kobuszewskiego. Została pochowana 26 czerwca 2023 w grobie rodzinnym na warszawskich Powązkach.

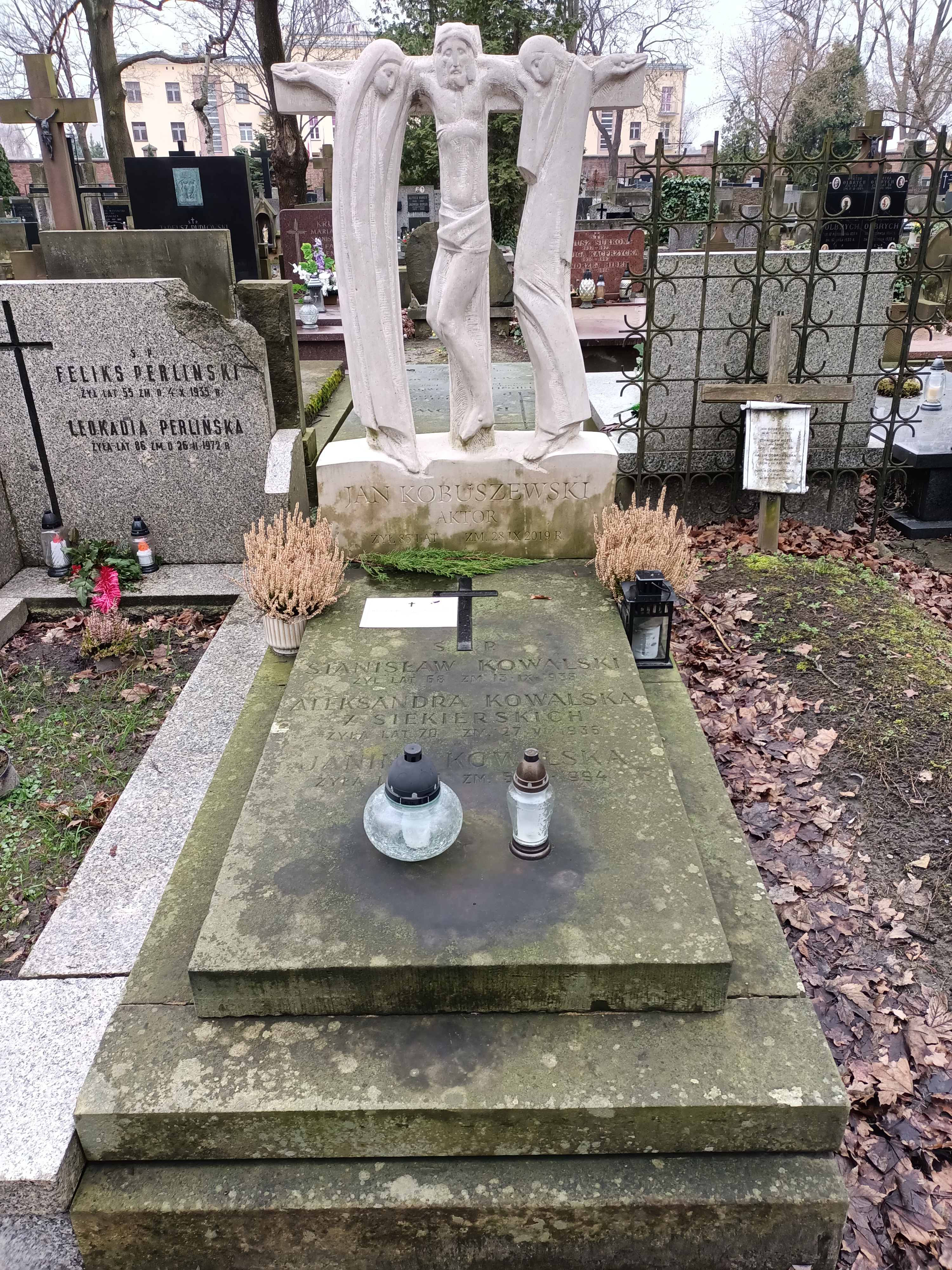
Grób Jana Kobuszewskiego i Hanny Zembrzuskiej na cmentarzu Powązkowskim

## Filmografia
- 1955 – Godziny nadziei, jako dziewczynka przyłączająca się do Amerykanów
- 1956 – Warszawska syrena, jako syrena
- 1958 – Wolne miasto, jako Irka
- 1961 – Dotknięcie nocy, jako Beata
- 1962 – Wyrok, jako żona Opary
- 1969 – Wniebowstąpienie, jako przyjaciółka Raisy